# Tarsonops systematicus
Tarsonops systematicus  (лат.) — вид мелких пауков рода Tarsonops из семейства Caponiidae. Северная Америка: Мексика и США (Аризона, Калифорния, Техас).

## Описание
Длина около 3 мм. Головогрудь и ноги жёлтые, брюшко серое. Длина бедра первой пары ног примерно в 3,5 раза больше своей ширины. Имеют только 2 глаза.
Вид Tarsonops systematicus был впервые описан в 1924 году американским зоологом профессором Ральфом Чемберлином (Ralph Vary Chamberlin, 1879—1967; США) вместе с таксоном Tarsonops sectipes и Tarsonops clavis. Таксон Tarsonops systematicus включён в состав рода Tarsonops Chamberlin, 1924 (вместе с Tarsonops irataylori, Tarsonops sternalis и другими).